# Can Turell
Can Turell és una obra del municipi de Castellar del Vallès (Vallès Occidental) inclosa en l'Inventari del Patrimoni Arquitectònic de Catalunya.

## Descripció
Es tracta d'un edifici modernista adossat a la resta d'edificacions de Can Turell. L'eix de simetria, al frontis, el marca la porta. La planta baixa és asimètrica, ja que s'han utilitzat dos tipus de finestres. A l'esquerra de la porta la finestra és el·líptica i a la dreta, és amb arc de mig punt com la porta. El primer pis està distribuït amb major simetria: dues finestres al centre i tres a cada cantó, totes elles amb arcs apuntats i de clara inspiració gòtica. Sota teulada, i dins d'una fornícula, se situa la imatge de Santa Escolàstica, amb el colom i vestida d'abadessa, protegida per una porta de vidre. El carener de la teulada corre perpendicular al frontis, presentant als extrems, i des del frontis, una forma lleugerament còncava als extrems. Donada la inclinació del terreny, els baixos de la casa formen un garatge. S'accedeix a la casa per una escala.

## Història
El 1247 es documenta l'existència del molí de Turallo (Turell). El mas Turell apareix inventariat en el Reial Cadastre de Castellar del Vallès del 1716 realitzat per José Patiño.